# Krawaki
Krawaki – śląska grupa etnograficzna ludności polskiej zamieszkująca tereny nad górną Odrą, w okolicach Raciborza (razem z grupą Raciborzan).